# Nephieten
De Nephieten zijn in het heilige Boek van Mormon van de Kerk van Jezus Christus van de Heiligen der Laatste Dagen de nakomelingen van de hoofdpersoon Nephi, een (schoon)zoon van een Jeremia-achtige boeteprofeet net voor de verwoesting van Jeruzalem.
Hij trekt met zijn vader naar het zuiden van Egypte en vaart in 597 v. Chr. van de Rode Zee naar "het beloofde land", waar volgens de Mormonen niet Israël maar Amerika mee bedoeld wordt (1 Nephi 18:23). Er is geen enkel historisch bewijs van het bestaan van deze persoon en zijn volk in Amerika. De Mormonen halen in deze context de Griekse geschiedschrijver Herodotus aan, die verhaalde hoe de Egyptische farao Necho in 594 v. Chr. zijn Phoenicische zeelui opdracht gaf om vanuit de Rode Zee om de punt van Afrika heen naar de Nijl te varen, waar men drie jaar later aankwam. Zowel het verhaal van Herodotus als de reis naar Amerika door de Egyptenaren zijn echter nooit archeologisch bewezen.